# Coupe d'Europe de football Conifa 2017
Navigation
Édition précédente Haut-Karabagh 2019
La Coupe d'Europe de football ConIFA 2017 est la seconde édition de la Coupe d'Europe de football ConIFA qui a lieu en Chypre du Nord. C'est un tournoi international de football pour les États, les minorités, les apatrides et les régions non affiliées à la FIFA, organisé par la ConIFA.
La ConIFA a annoncé que le tournoi ferait partie du processus de qualification pour la Coupe du monde de football ConIFA 2018, les trois meilleures équipes se qualifiant automatiquement.
La première édition eut lieu en Hongrie et fut remportée par la Padanie 4 à 1 face au Comté de Nice,. C'est également la troisième compétition internationale de football organisée par Chypre du Nord, les deux premières furent la Coupe du 50e anniversaire de la KTFF en 2005 et la Coupe ELF en 2006.
L'équipe de Chypre du Nord est également arrivée troisième à la Coupe du monde de football ConIFA 2016 en battant 2 à 0 la Padanie.

Carte de Chypre du Nord en rouge.

## Histoire

### Festival
Pendant la semaine de compétition, un grand festival culturel et de football est organisé afin de célébrer la diversité et la richesse culturelle de l'Europe.

### Controverse
L'Équipe d'Arménie occidentale se retire du tirage au sort de la seconde édition de la Coupe d'Europe de football Conifa en raison d'un manque de garanties quant à leur sécurité lors d'une éventuelle participation.
Il existe des tensions historiques entre l'Arménie et la Turquie par rapport à la région de l'Arménie occidentale,.

### Retraits et invitations
L’Occitanie est invitée à participer à la seconde édition de la Coupe d'Europe de football Conifa, après avoir fini deuxième à l'Europeada 2016, perdant la finale 2 à 1 contre le Tyrol du Sud.
Peu de temps après, l'Occitanie se retire du tournoi, l'équipe de Karpatalya est choisie pour la remplacer. Karpatalya est une minorité magyare d'Ukraine. À la suite d'un vote par les associations membres, la CONIFA annonce que toutes les équipes participeront à la Coupe d'Europe 2017.
L'Abkhazie championne en titre de la Coupe du monde de football ConIFA 2016 est invitée.
L'équipe de la Laponie se retire de la compétition, elle est remplacée par l’Ossétie du Sud.
Au début du mois de mai, le Comté de Nice annonce son retrait. Le 9 mai, la ConIFA annonce la participation de la Haute-Hongrie.

### Villes et stades

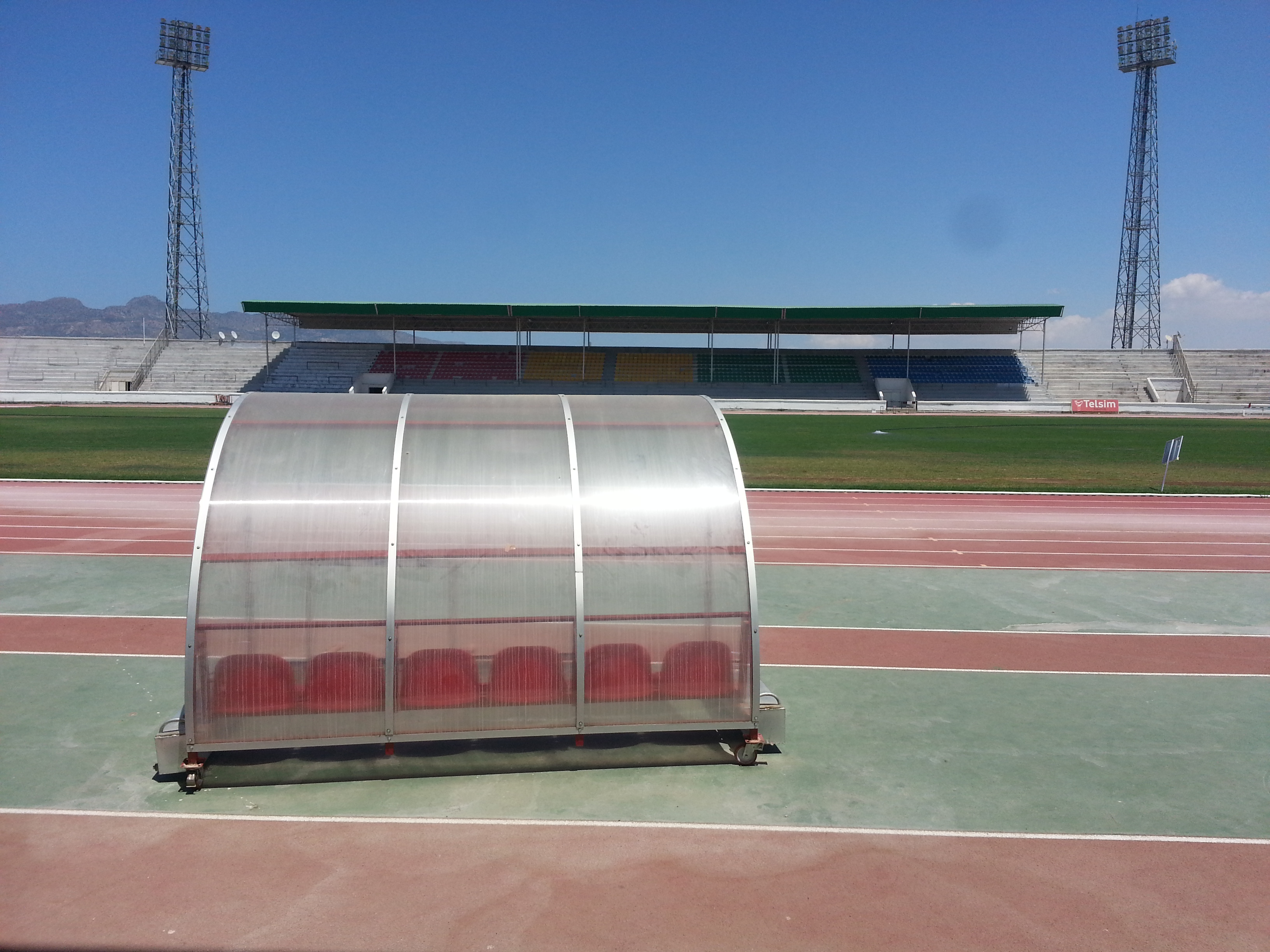
Stade Atatürk

Les quatre villes et stades accueillant les matches sont :
- Le Stade Atatürk de Nicosie d'une capacité de 28 000 places. Il a accueilli des matches de la Coupe ELF en 2006 ainsi que deux matches de la Coupe du 50e Anniversaire de la KTFF en 2005.

- Le Stade Zafer de Morphou d'une capacité de 7 000 places places. Il a accueilli des matches de la Coupe ELF en 2006.

- Le Stade Dr Fazil Kucuk de Famagouste d'une capacité de 7 000 places places, il a accueilli des matchs de la Coupe ELF en 2006.

- Le Stade 20 Temmuz de Kyrenia d'une capacité de 1 500 places. Il a accueilli des matches de la Coupe ELF en 2006 et un match pendant la Coupe du 50e Anniversaire de la KTFF en 2005.

### Organisation et presse
Le samedi 1er avril 2017, dans la ville de Kyrenia à l'hôtel Acapulco Resort, une première réunion a lieu à 11h00 entre le premier ministre de Chypre du Nord Huseyin Ozgurgunune, le président Hasan Sertoglu de la KTFF accompagné d'une délégation de la KTFF et le président de la ConIFA Per-Anders Blind, le président de la zone Europe ConIFA Alberto Rischio et du conseil d'administration de la ConIFA.
Une deuxième réunion a lieu à 12h00 entre la presse de la KTFF et la ConIFA. Enfin, une troisième à 14h00 pour l'organisation du tournoi, le système du tirage au sort des équipes dans les groupes A et B enfin le partage des informations à la presse locale et internationale.

### Tirage au sort
Le tirage au sort de la coupe d’Europe 2017, a lieu le 1er avril 2017 à 14 heures (heure locale) à Kyrenia. Chaque représentant des huit associations est présent pendant le tirage au sort des équipes dans la répartition dans chacun des deux groupes,.

### Diffusion
Le tirage au sort comme les matches sont diffusés sur la chaîne de la ConIFA TV et sur la chaîne nord-chypriote de BRTK (en anglais : Bayrak Radio Television Corporation) (en Turc: Bayrak Radyo Televizyon Kurumu).

### Équipes en présence
| Groupe A                                                               | Groupe B                                             |
| ---------------------------------------------------------------------- | ---------------------------------------------------- |
| - Ossétie du Sud - Ruthénie subcarpathique - Chypre du Nord - Abkhazie | - Haute-Hongrie - Île de Man - Padanie - Pays sicule |

## Tournoi

### Phase de groupes
(Rapport)

#### Groupe A

##### Classements et résultats
| Rang | Équipe                  | J | V | N | D | BM | BE | DB  | Pts |
| ---- | ----------------------- | - | - | - | - | -- | -- | --- | --- |
| 1    | Chypre du Nord          | 3 | 2 | 1 | 0 | 9  | 0  | +9  | 7   |
| 2    | Abkhazie                | 3 | 1 | 2 | 0 | 4  | 3  | +1  | 5   |
| 3    | Ruthénie subcarpathique | 3 | 1 | 1 | 1 | 6  | 4  | +2  | 4   |
| 4    | Ossétie du Sud          | 3 | 0 | 0 | 3 | 2  | 14 | -12 | 0   |

| 4 juin 2017 | Chypre du Nord       | 1 – 0     | Ruthénie subcarpathique | Stade Atatürk de Nicosie                                                    |                                                                             |
| 20:00 EEST  | Mustafa Yasinses 89e |           |                         | Arbitrage : Dymtro Zhukov, Vitaly Mazin, Valery Kravchenko, Roger Lundback. | Arbitrage : Dymtro Zhukov, Vitaly Mazin, Valery Kravchenko, Roger Lundback. |
| 20:00 EEST  | Adil Yalçin Uçar 63e | (Rapport) | 58e Gyula Illés         | Arbitrage : Dymtro Zhukov, Vitaly Mazin, Valery Kravchenko, Roger Lundback. | Arbitrage : Dymtro Zhukov, Vitaly Mazin, Valery Kravchenko, Roger Lundback. |

| 5 juin 2017 | Abkhazie                                  | 2 – 1 | Ossétie du Sud   | Stade 20 Temmuz de Kyrenia                                |                                                           |
| 20:00 EEST  | Kortava Dmitry 34e · Shoniya Ruslan 90+1e |       | 61e Alan Kadjaev | Arbitrage : Dayi Fehim, Azizoglu Sakir, Ozkurtulus Ahmet. | Arbitrage : Dayi Fehim, Azizoglu Sakir, Ozkurtulus Ahmet. |
| 20:00 EEST  | (Rapport)                                 |       |                  | Arbitrage : Dayi Fehim, Azizoglu Sakir, Ozkurtulus Ahmet. | Arbitrage : Dayi Fehim, Azizoglu Sakir, Ozkurtulus Ahmet. |

| 6 juin 2017 | Chypre du Nord                                                                                               | 8 – 0     | Ossétie du Sud                                                                        | Stade 20 Temmuz de Kyrenia                                                           |                                                                                      |
| 20:00 EEST  | Mustafa Yasinses 13e · Ertaç Taskiran 15e 20e 58e · Ibrahim Çidamli 57e 68e · Halil Turan 62e · Ugur Gök 88e |           |                                                                                       | Arbitrage : Murphy David, James Turpin, Roger Lundback, Joni Guzel, Ozkurtulus Ahmet | Arbitrage : Murphy David, James Turpin, Roger Lundback, Joni Guzel, Ozkurtulus Ahmet |
| 20:00 EEST  | | (Rapport) | 61e Azamat Kokoyev · 78e Soslan Kabulov · 83e Armen Tsagolov · 88e Soslanbek Dzagoyev | Arbitrage : Murphy David, James Turpin, Roger Lundback, Joni Guzel, Ozkurtulus Ahmet | Arbitrage : Murphy David, James Turpin, Roger Lundback, Joni Guzel, Ozkurtulus Ahmet |

| 6 juin 2017 | Abkhazie                 | 2 – 2     | Ruthénie subcarpathique           | Stade Atatürk de Nicosie                                                    |                                                                             |
| 20:00 EEST  | Anatolii Semenov 20e 50e |           | 33e Szabo Roland · 79e Ohar Roman | Arbitrage : Mehmet Sezener, Dogan Elmali, Timur Bodi, Halil Erdem Canaloglu | Arbitrage : Mehmet Sezener, Dogan Elmali, Timur Bodi, Halil Erdem Canaloglu |
| 20:00 EEST  |                          | (Rapport) | 84e Roman Ohar                    | Arbitrage : Mehmet Sezener, Dogan Elmali, Timur Bodi, Halil Erdem Canaloglu | Arbitrage : Mehmet Sezener, Dogan Elmali, Timur Bodi, Halil Erdem Canaloglu |

| 7 juin 2017 | Ossétie du Sud     | 1 – 4     | Ruthénie subcarpathique                                   | Stade Dr. Fazil Kucuk de Famagouste                                 |                                                                     |
| 20:00 EEST  | Soslan Kochiev 86e |           | 20e 45e Mile Kisztian · 33e Baksa Zoltan · 62e Kesz Tibor | Arbitrage : Timur Bodi, Malek Mehmet, Açiksöz Isfendiyar, Gök Hakan | Arbitrage : Timur Bodi, Malek Mehmet, Açiksöz Isfendiyar, Gök Hakan |
| 20:00 EEST  |                    | (Rapport) | 80e Vitalij Djacsenko                                     | Arbitrage : Timur Bodi, Malek Mehmet, Açiksöz Isfendiyar, Gök Hakan | Arbitrage : Timur Bodi, Malek Mehmet, Açiksöz Isfendiyar, Gök Hakan |

| 7 juin 2017 | Abkhazie              | 0 – 0     | Chypre du Nord  | Stade Zafer de Morphou                                                               |                                                                                      |
| 20:00 EEST  |                       |           |                 | Arbitrage : Murphy David, James Turpin, Lundback Roger, Güzel Joni, Utku Hamamcioglu | Arbitrage : Murphy David, James Turpin, Lundback Roger, Güzel Joni, Utku Hamamcioglu |
| 20:00 EEST  | Anatoliy Semyonov 18e | (Rapport) | 20e Kenan Oshan | Arbitrage : Murphy David, James Turpin, Lundback Roger, Güzel Joni, Utku Hamamcioglu | Arbitrage : Murphy David, James Turpin, Lundback Roger, Güzel Joni, Utku Hamamcioglu |

#### Groupe B

##### Classements et résultats
| Rang | Équipe        | J | V | N | D | BM | BE | DB | Pts |
| ---- | ------------- | - | - | - | - | -- | -- | -- | --- |
| 1    | Padanie       | 3 | 2 | 1 | 0 | 4  | 1  | +3 | 7   |
| 2    | Pays sicule   | 3 | 1 | 1 | 1 | 5  | 4  | +1 | 4   |
| 3    | Île de Man    | 3 | 1 | 0 | 2 | 3  | 5  | -2 | 3   |
| 4    | Haute-Hongrie | 3 | 1 | 0 | 2 | 1  | 3  | -2 | 3   |

| 5 juin 2017 | Padanie         | 1 – 0 | Île de Man | Stade Zafer de Morphou                                  |                                                         |
| 20:00 EEST  | Andrea Rota 70e |       |            | Arbitrage : Malek Mehmet, Açiksöz Isfendiyar, Gök Hakan | Arbitrage : Malek Mehmet, Açiksöz Isfendiyar, Gök Hakan |
| 20:00 EEST  | (Rapport)       |       |            | Arbitrage : Malek Mehmet, Açiksöz Isfendiyar, Gök Hakan | Arbitrage : Malek Mehmet, Açiksöz Isfendiyar, Gök Hakan |

| 5 juin 2017 | Haute-Hongrie      | 1 – 0     | Pays sicule | Stade Dr. Fazil Kucuk de Famagouste                                    |                                                                        |
| 20:00 EEST  | Richard Krizan 55e |           |             | Arbitrage : Murphy David, Lundback Roger, Güzel Joni, Utku Hamamcioglu | Arbitrage : Murphy David, Lundback Roger, Güzel Joni, Utku Hamamcioglu |
| 20:00 EEST  | Erik Gányovics 92e | (Rapport) |             | Arbitrage : Murphy David, Lundback Roger, Güzel Joni, Utku Hamamcioglu | Arbitrage : Murphy David, Lundback Roger, Güzel Joni, Utku Hamamcioglu |

| 6 juin 2017 | Padanie        | 1 – 1 | Pays sicule      | Stade Dr. Fazil Kucuk de Famagouste                                                      |                                                                                          |
| 20:00 EEST  | Andrea Rota 8e |       | 81e Laszlo Szocs | Arbitrage : Dymtro Zhukov, Vitaly Mazin, Valery Kravchenko, Malek Mehmet, Azizoglu Sakir | Arbitrage : Dymtro Zhukov, Vitaly Mazin, Valery Kravchenko, Malek Mehmet, Azizoglu Sakir |
| 20:00 EEST  | (Rapport)      |       |                  | Arbitrage : Dymtro Zhukov, Vitaly Mazin, Valery Kravchenko, Malek Mehmet, Azizoglu Sakir | Arbitrage : Dymtro Zhukov, Vitaly Mazin, Valery Kravchenko, Malek Mehmet, Azizoglu Sakir |

| 6 juin 2017 | Haute-Hongrie | 0 – 1 | Île de Man        | Stade Zafer de Morphou                                                  |                                                                         |
| 20:00 EEST  |               |       | 52e Chris Bass Jr | Arbitrage : Gök Hakan, Açiksöz Isfendiyar, Dayi Fehim, Utku Hamamcioglu | Arbitrage : Gök Hakan, Açiksöz Isfendiyar, Dayi Fehim, Utku Hamamcioglu |
| 20:00 EEST  | (Rapport)     |       |                   | Arbitrage : Gök Hakan, Açiksöz Isfendiyar, Dayi Fehim, Utku Hamamcioglu | Arbitrage : Gök Hakan, Açiksöz Isfendiyar, Dayi Fehim, Utku Hamamcioglu |

| 7 juin 2017 | Île de Man             | 2 – 4     | Pays sicule                           | Stade 20 Temmuz de Kyrenia                                               |                                                                          |
| 20:00 EEST  | Mcnulty Ciaran 79e 86e |           | 13e 36e 69e 75e Barna Bajko           | Arbitrage : Dayi Fehim, Azizoglu Sakir, Ozkurtulus Ahmet, Mehmet Sezener | Arbitrage : Dayi Fehim, Azizoglu Sakir, Ozkurtulus Ahmet, Mehmet Sezener |
| 20:00 EEST  | Marc Kelly 65e         | (Rapport) | 54e Loránd Szőcs · 65e Arthur Györgyi | Arbitrage : Dayi Fehim, Azizoglu Sakir, Ozkurtulus Ahmet, Mehmet Sezener | Arbitrage : Dayi Fehim, Azizoglu Sakir, Ozkurtulus Ahmet, Mehmet Sezener |

| 7 juin 2017 | Haute-Hongrie | 0 – 2 | Padanie                              | Stade Atatürk de Nicosie                                                                        |                                                                                                 |
| 20:00 EEST  |               |       | 62e Andrea Rota · 90e Rosset William | Arbitrage : Dymtro Zhukov, Vitaly Mazin, Valery Kravchenko, Dogan Elmali, Halil Erdem Canaloglu | Arbitrage : Dymtro Zhukov, Vitaly Mazin, Valery Kravchenko, Dogan Elmali, Halil Erdem Canaloglu |
| 20:00 EEST  | (Rapport)     |       |                                      | Arbitrage : Dymtro Zhukov, Vitaly Mazin, Valery Kravchenko, Dogan Elmali, Halil Erdem Canaloglu | Arbitrage : Dymtro Zhukov, Vitaly Mazin, Valery Kravchenko, Dogan Elmali, Halil Erdem Canaloglu |

### Phase à élimination directe

#### Tournoi final
|  | Demi-finales                        | Demi-finales                       |          |       | Finale                            | Finale                            |
|  | Demi-finales                        | Demi-finales                       |          |       | Finale                            | Finale                            |
|  |                                     |                                    |          |       |                                   |                                   |
|  | 9 juin, Stade 20 Temmuz de Kyrenia  | 9 juin, Stade 20 Temmuz de Kyrenia |          |       | 10 juin, Stade Atatürk de Nicosie | 10 juin, Stade Atatürk de Nicosie |
|  | 9 juin, Stade 20 Temmuz de Kyrenia  | 9 juin, Stade 20 Temmuz de Kyrenia |          |       | 10 juin, Stade Atatürk de Nicosie | 10 juin, Stade Atatürk de Nicosie |
|  | Padanie                             | 0 (6)                              |          |       | 10 juin, Stade Atatürk de Nicosie | 10 juin, Stade Atatürk de Nicosie |
|  | Padanie                             | 0 (6)                              |          |       | 10 juin, Stade Atatürk de Nicosie | 10 juin, Stade Atatürk de Nicosie |
|  | Abkhazie                            | 0 (5)                              |          |       | 10 juin, Stade Atatürk de Nicosie | 10 juin, Stade Atatürk de Nicosie |
|  | Abkhazie                            | 0 (5)                              | Padanie  | 1 (4) |                                   |                                   |
|  | 9 juin, Stade Atatürk de Nicosie    |                                    | Padanie  | 1 (4) |                                   |                                   |
|  |                                     | Chypre du Nord                     | 1 (2)    |       |                                   |                                   |
|  | Chypre du Nord                      | Chypre du Nord                     | 1 (2)    | 2     |                                   |                                   |
|  | Chypre du Nord                      |                                    |          | 2     |                                   |                                   |
|  | Pays sicule                         | 1                                  |          |       |                                   |                                   |
|  | Pays sicule                         | 1                                  | 3e place |       |                                   |                                   |
|  |                                     |                                    |          |       |                                   |                                   |
|  | 10 juin, Stade 20 Temmuz de Kyrenia |                                    |          |       |                                   |                                   |
|  |                                     |                                    |          |       |                                   |                                   |
|  | Pays sicule                         | 3                                  |          |       |                                   |                                   |
|  | Pays sicule                         | 3                                  |          |       |                                   |                                   |
|  | Abkhazie                            | 1                                  |          |       |                                   |                                   |
|  | Abkhazie                            | 1                                  |          |       |                                   |                                   |

##### 7eplace
| 9 juin 2017 | Haute-Hongrie        | 2 – 0 | Ossétie du Sud | Stade Dr. Fazil Kucuk de Famagouste                                             |                                                                                 |
| 20:00 EEST  | Attila Molnar 7e 41e |       |                | Arbitrage : Murphy David, James Turpin, Güzel Joni , Timur Bodi, Mehmet Sezener | Arbitrage : Murphy David, James Turpin, Güzel Joni , Timur Bodi, Mehmet Sezener |
| 20:00 EEST  | (Rapport)            |       |                | Arbitrage : Murphy David, James Turpin, Güzel Joni , Timur Bodi, Mehmet Sezener | Arbitrage : Murphy David, James Turpin, Güzel Joni , Timur Bodi, Mehmet Sezener |

##### 5eplace
| 9 juin 2017 | Île de Man                                          | 3 – 3     | Ruthénie subcarpathique                                  | Stade Zafer de Morphou                                                        |                                                                               |
| 20:00 EEST  | Liam Cowin 23e · Chris Cannell 61e · Sean Doyle 83e |           | 2e (csc) Marc Kelly · 30e Norbert Fodor · 61e Tibor Kész | Arbitrage : Dayi Fehim, Utku Hamamcioglu, Dogan Elmali, Halil Erdem Canaloglu | Arbitrage : Dayi Fehim, Utku Hamamcioglu, Dogan Elmali, Halil Erdem Canaloglu |
| 20:00 EEST  | Frank Jones 93e                                     | (Rapport) |                                                          | Arbitrage : Dayi Fehim, Utku Hamamcioglu, Dogan Elmali, Halil Erdem Canaloglu | Arbitrage : Dayi Fehim, Utku Hamamcioglu, Dogan Elmali, Halil Erdem Canaloglu |
| 20:00 EEST  | Tirs au but 5 - 4                                   |           |                                                          | Arbitrage : Dayi Fehim, Utku Hamamcioglu, Dogan Elmali, Halil Erdem Canaloglu | Arbitrage : Dayi Fehim, Utku Hamamcioglu, Dogan Elmali, Halil Erdem Canaloglu |

##### Demi-finales
| 9 juin 2017 | Chypre du Nord                                                                   | 2 – 1     | Pays sicule                              | Stade 20 Temmuz de Kyrenia                                                                 |                                                                                            |
| 20:00 EEST  | Serhan Onet 16e · Halil Turan 83e                                                |           | 49e Petru Silion                         | Arbitrage : Dymtro Zhukov, Vitaly Mazin, Valery Kravchenko, Lundback Roger, Azizoglu Sakir | Arbitrage : Dymtro Zhukov, Vitaly Mazin, Valery Kravchenko, Lundback Roger, Azizoglu Sakir |
| 20:00 EEST  | Adil Yalçın Uçar 62e · Halil Turan 87e · Mustafa Yaşınses 89e · Hasan Piro 90+5e | (Rapport) | 67e Arthur Györgyi · 82e Csaba Csizmadia | Arbitrage : Dymtro Zhukov, Vitaly Mazin, Valery Kravchenko, Lundback Roger, Azizoglu Sakir | Arbitrage : Dymtro Zhukov, Vitaly Mazin, Valery Kravchenko, Lundback Roger, Azizoglu Sakir |

| 9 juin 2017 | Padanie           | 0 – 0 | Abkhazie | Stade Atatürk de Nicosie                                                  |                                                                           |
| 20:00 EEST  |                   |       |          | Arbitrage : Malek Mehmet, Gök Hakan, Açiksöz Isfendiyar, Ozkurtulus Ahmet | Arbitrage : Malek Mehmet, Gök Hakan, Açiksöz Isfendiyar, Ozkurtulus Ahmet |
| 20:00 EEST  | (Rapport)         |       |          | Arbitrage : Malek Mehmet, Gök Hakan, Açiksöz Isfendiyar, Ozkurtulus Ahmet | Arbitrage : Malek Mehmet, Gök Hakan, Açiksöz Isfendiyar, Ozkurtulus Ahmet |
| 20:00 EEST  | Tirs au but 6 - 5 |       |          | Arbitrage : Malek Mehmet, Gök Hakan, Açiksöz Isfendiyar, Ozkurtulus Ahmet | Arbitrage : Malek Mehmet, Gök Hakan, Açiksöz Isfendiyar, Ozkurtulus Ahmet |

##### 3eplace
| 10 juin 2017 | Abkhazie            | 1 – 3     | Pays sicule                                           | Stade 20 Temmuz de Kyrenia                                             |                                                                        |
| 18:00 EEST   | Kortava Dmitry 3e   |           | 9e Csuros Attila · 24e Laszlo Szocs · 36e Barna Bajko | Arbitrage : Malek Mehmet, Mehmet Sezener, Ozkurtulus Ahmet, Dayi Fehim | Arbitrage : Malek Mehmet, Mehmet Sezener, Ozkurtulus Ahmet, Dayi Fehim |
| 18:00 EEST   | Levan Logua 65e 65e | (Rapport) |                                                       | Arbitrage : Malek Mehmet, Mehmet Sezener, Ozkurtulus Ahmet, Dayi Fehim | Arbitrage : Malek Mehmet, Mehmet Sezener, Ozkurtulus Ahmet, Dayi Fehim |

##### Finale
| 10 juin 2017 | Padanie                                                                            | 1 – 1             | Chypre du Nord                                                         | Stade Atatürk de Nicosie                                                                     |                                                                                              |
| 20:00 EEST   | Ersid Pllumbaj 25e                                                                 |                   | 52e Halil Turan                                                        | Arbitrage : Dymtro Zhukov, Vitaly Mazin, Valery Kravchenko, Lundback Roger, Utku Hamamcioglu | Arbitrage : Dymtro Zhukov, Vitaly Mazin, Valery Kravchenko, Lundback Roger, Utku Hamamcioglu |
| 20:00 EEST   | Luca Ferri 50e · Marco Garavelli 54e · Leonardo Muchetti 68e                       | (Rapport)         | 23e Kasim Tagman · 54e Salih Say · 64e Kenan Oshan · 71e Mehmet Erol · | Arbitrage : Dymtro Zhukov, Vitaly Mazin, Valery Kravchenko, Lundback Roger, Utku Hamamcioglu | Arbitrage : Dymtro Zhukov, Vitaly Mazin, Valery Kravchenko, Lundback Roger, Utku Hamamcioglu |
| 20:00 EEST   | Gabriele Piantoni · Marco Garavelli · Fabricio Porcel De Peralta · Nicola Mazzotti | Tirs au but 4 - 2 | Halil Turan · Firat Ersalan · Ugur Naci Gök · Çagri Kiral              | Arbitrage : Dymtro Zhukov, Vitaly Mazin, Valery Kravchenko, Lundback Roger, Utku Hamamcioglu | Arbitrage : Dymtro Zhukov, Vitaly Mazin, Valery Kravchenko, Lundback Roger, Utku Hamamcioglu |

## Statistiques, classements et buteurs

### Classement des buteurs
| 5 buts Barna Bajko 3 buts Ertaç Taskiran Halil Turan Andrea Rota 2 buts Mustafa Yasinses Ibrahim Çidamli Anatolii Semenov Kortava Dmitry Mile Kisztian Kesz Tibor Mcnulty Ciaran Attila Molnar Laszlo Szocs 1 but contre son camp (csc) Marc Kelly | 1 but Ugur Gök Serhan Onet Rosset William Ersid Pllumbaj Shoniya Ruslan Alan Kadjaev Soslan Kochiev Chris Bass Jr Liam Cowin Chris Cannell Sean Doyle Szabo Roland Baksa Zoltan Ohar Roman Norbert Fodor Richard Krizan Petru Silion Csuros Attila |

### Classement final
| Rang | Équipe                  | J | V | N | D | BM | BE | DB  | Pts |
| ---- | ----------------------- | - | - | - | - | -- | -- | --- | --- |
| 1    | Padanie                 | 5 | 2 | 3 | 0 | 5  | 2  | +3  | 9   |
| 2    | Chypre du Nord          | 5 | 3 | 2 | 0 | 12 | 2  | +10 | 11  |
| 3    | Pays sicule             | 5 | 2 | 1 | 2 | 9  | 7  | +2  | 7   |
| 4    | Abkhazie                | 5 | 1 | 3 | 1 | 5  | 6  | -1  | 6   |
| 5    | Île de Man              | 4 | 1 | 1 | 2 | 6  | 8  | -2  | 4   |
| 6    | Ruthénie subcarpathique | 4 | 1 | 2 | 1 | 9  | 7  | +2  | 5   |
| 7    | Haute-Hongrie           | 4 | 2 | 0 | 2 | 3  | 3  | 0   | 6   |
| 8    | Ossétie du Sud          | 4 | 0 | 0 | 4 | 2  | 16 | -14 | 0   |

### Récompenses annexes
| Prix                  | Lauréat        |
| --------------------- | -------------- |
| Meilleur gardien      | Marco Murriero |
| Meilleur buteur       | Barna Bajko    |
| Meilleur jeune joueur | Serhan Onet    |

## Discipline

### Bilan par joueur

#### Carton jaune
| - Marc Kelly (contre le Pays sicule) - Luca Ferri (contre Chypre du Nord) - Marco Garavelli (contre Chypre du Nord) - Leonardo Muchetti (contre Chypre du Nord) - Adil Yalçin Uçar (contre la Ruthénie subcarpathique) - Kenan Oshan (contre l'Abkhazie) - Adil Yalçın Uçar (contre le Pays sicule) - Mustafa Yaşınses (contre le Pays sicule) - Hasan Piro (contre le Pays sicule) - Halil Turan (contre le Pays sicule) - Kasim Tagman (contre la Padanie) - Mehmet Erol (contre la Padanie) - Salih Say (contre la Padanie) | - Levan Logua (contre le Pays sicule) - Levan Logua (contre le Pays sicule) - Anatoliy Semyonov (contre Chypre du Nord) - Azamat Kokoyev (contre Chypre du Nord) - Armen Tsagolov (contre Chypre du Nord) - Soslanbek Dzagoyev (contre Chypre du Nord) - Gyula Illés (contre Chypre du Nord) - Roman Ohar (contre l'Abkhazie) - Vitalij Djacsenko (contre l'Ossétie du Sud) - Loránd Szőcs (contre l’Île de Man) - Arthur Györgyi (contre l’Île de Man) - Arthur Györgyi (contre Chypre du Nord) - Csaba Csizmadia (contre Chypre du Nord) |

#### Carton rouge
- Kenan Oshan (contre la Padanie)
- Frank Jones (contre la Ruthénie subcarpathique)
- Soslan Kabulov (contre Chypre du Nord)
- Levan Logua (contre le Pays sicule)
- Erik Gányovics (contre le Pays sicule)

### Bilan par équipe
| Class. | Équipe                  | Groupe | Carton rouge | Averti |
| ------ | ----------------------- | ------ | ------------ | ------ |
| 1      | Chypre du Nord          | A      | 1            | 9      |
| 2      | Abkhazie                | A      | 1            | 3      |
| 2      | Ossétie du Sud          | A      | 1            | 3      |
| 4      | Île de Man              | B      | 1            | 1      |
| 5      | Haute-Hongrie           | B      | 1            | 0      |
| 6      | Pays sicule             | B      | 0            | 4      |
| 7      | Padanie                 | B      | 0            | 3      |
| 7      | Ruthénie subcarpathique | A      | 0            | 3      |